# 聶櫟
聶櫟（1502年—？），字公壽，山東臨清衛軍籍河南祥符縣人，明朝政治人物。

## 生平
山東鄉試第二十四名舉人。嘉靖十七年（1538年）中式戊戌科會試第一百三十五名，登第三甲第一百一十六名進士。

## 家族
曾祖聶讓；祖父聶啟，訓導；父聶瓚，長史。母劉氏。具庆下。兄聶樗。弟聶枅。